# Spits tandhorentje
Het spits tandhorentje (Odostomia turrita) is een slakkensoort uit de familie van de Pyramidellidae. De wetenschappelijke naam van de soort werd in 1844 voor het eerst geldig gepubliceerd door Sylvanus Hanley.

## Beschrijving
De schelp van het spits tandhorentje groeit tot een lengte van 2 tot 3,5 mm. De schelp is stevig, semi-transparant en glanzend. De kleur is geelachtig wit of witachtig, met een donkere rand onder de hechtdraad. De microscopisch spiraalvormig gestreepte teleoconch bevat 5 à 6 windingen. De periferie is stomp gekield. De hechting is smal maar duidelijk te onderscheiden. Er is geen navel aanwezig en de columellaire tand is klein en niet prominent.

## Verspreiding
Het verspreidingsgebied van het spits tandhorentje is de oostelijke Atlantische Oceaan, van de Noorwegen tot West-Afrika, inclusief de Middellandse Zee, Britse Eilanden, Azoren en Canarische Eilanden.